# Srdečná dohoda (fotografie)
Srdečná dohoda (původní název: L'Entente Cordiale) je černobílá fotografie anglického fotografa Rogera Fentona, pořízená v roce 1855. Snímek byl součástí série velkého počtu snímků pořízených Fentonem během krymské války, kde působil jako jeden z prvních válečných fotografů.

## Historie a popis
Krymská válka začala v říjnu 1853 mezi Ruskem a Osmanskou říší, ke které se v následujícím roce připojila Francie a Spojené království. Britské veřejné mínění mělo na válku negativní názor, a tak královna Viktorie pozvala Fentona, aby válku zdokumentoval svými fotografickými pracemi a poskytl tak příznivější pohled na konflikt. Fenton dorazil do Balaklavy na Krymu a přesunul se do Sevastopolu v březnu 1855, aby zdokumentoval probíhající obléhání. Anglický fotograf se pokusil vykreslit konflikt pozitivně a nafotografoval příslušníky spojeneckých armád, vojáky, důstojníky i generály, místní krajinu i kulisy často opuštěných bojišť.
Scény zachycující vojáky jsou často inscenovány, stejně jako tato, která zobrazuje bratrství mezi britskými a francouzskými vojáky. Nejsou snadno odlišitelní, protože jejich uniformy jsou podobné. Osm členů obou armád je zachyceno společně ve volném čase. Všichni pózují fotografovi, někteří stojí nebo sedí. Voják uprostřed kompozice, sedící na dřevěném sudu, plní sklenici jiného po své pravici. Jiní kouří dýmku a ten sedící vpravo čte noviny. Za ním je vidět chýše, zatímco na pastvině ve svahu, která slouží jako pozadí scény, jsou vidět dva koně.
Umělost scény nijak neubírá na skutečném kamarádství, které za války zažili příslušníci obou armád. Web National Army Museum uvádí, že „Ve skutečnosti se zdá, že přátelská atmosféra, kterou zobrazuje, odpovídala realitě. Bylo mnoho případů, kdy britští a francouzští vojáci užívali společný čas, a v době, kdy byla fotografie pořízena, byla krutá krymská zima dávno pryč a pro zlepšení podmínek na frontě se udělalo mnoho.“

## Veřejné sbírky
Tisky této fotografie jsou v řadě veřejných sbírek jako jsou například: Královská sbírka – Londýn, National Army Museum, v Londýně, Muzeum Orsay, v Paříži, Institut umění v Chicagu, Muzeum J. Paula Gettyho, v Los Angeles, Sanfranciské muzeum moderního umění a Kanadská národní galerie v Ottawě.